# Sportif slovène de l'année
Le sportif slovène de l'année et la sportive slovène de l'année est une récompense annuelle où est sollicitée la presse sportive de la Slovénie qui à partir d'un vote désigne le sportif de l'année précédente. Cette récompense existe depuis 1968.

## Vainqueurs
| Sport       | Sportive          | Année | Sportif         | Sport                  |
| ----------- | ----------------- | ----- | --------------- | ---------------------- |
| Athlétisme  | Marijana Lubej    | 1968  | Miroslav Cerar  | Gymnastique artistique |
| Athlétisme  | Nataša Urbančič   | 1969  | Ivo Daneu       | Basket-ball            |
| Athlétisme  | Nataša Urbančič   | 1970  | Miroslav Cerar  | Gymnastique artistique |
| Athlétisme  | Nataša Urbančič   | 1971  | Brane Oblak     | Football               |
| Athlétisme  | Nataša Urbančič   | 1972  | Danilo Pudgar   | Saut à ski             |
| Athlétisme  | Nataša Urbančič   | 1973  | Vinko Jelovac   | Basket-ball            |
| Athlétisme  | Nataša Urbančič   | 1974  | Vinko Jelovac   | Basket-ball            |
| Tennis      | Mima Jaušovec     | 1975  | Bojan Križaj    | Ski alpin              |
| Tennis      | Mima Jaušovec     | 1976  | Borut Petrič    | Natation               |
| Tennis      | Mima Jaušovec     | 1977  | Borut Petrič    | Natation               |
| Bowling     | Ljuba Tkalčič     | 1978  | Borut Petrič    | Natation               |
| Athlétisme  | Breda Lorenci     | 1979  | Bojan Križaj    | Ski alpin              |
| Tennis      | Mima Jaušovec     | 1980  | Bojan Križaj    | Ski alpin              |
| Ski alpin   | Bojana Dornig     | 1981  | Borut Petrič    | Natation               |
| Ski alpin   | Andreja Leskovšek | 1982  | Bojan Križaj    | Ski alpin              |
| Athlétisme  | Lidija Lapajne    | 1983  | Borut Petrič    | Natation               |
| Ski alpin   | Mateja Svet       | 1984  | Jure Franko     | Ski alpin              |
| Ski alpin   | Mateja Svet       | 1985  | Rok Petrovič    | Ski alpin              |
| Ski alpin   | Mateja Svet       | 1986  | Rok Petrovič    | Ski alpin              |
| Ski alpin   | Mateja Svet       | 1987  | Bojan Križaj    | Ski alpin              |
| Ski alpin   | Mateja Svet       | 1988  | Matjaž Debelak  | Saut à ski             |
| Ski alpin   | Mateja Svet       | 1989  | Andrej Jelenc   | Kayak                  |
| Ski alpin   | Mateja Svet       | 1990  | Tomo Česen      | Alpinisme              |
| Ski alpin   | Nataša Bokal      | 1991  | Franci Petek    | Saut à ski             |
| Bowling     | Marika Kardinar   | 1992  | Rajmond Debevec | Tir sportif            |
| Athlétisme  | Brigita Bukovec   | 1993  | Igor Majcen     | Natation               |
| Athlétisme  | Britta Bilac      | 1994  | Jure Košir      | Ski alpin              |
| Athlétisme  | Brigita Bukovec   | 1995  | Iztok Čop       | Aviron                 |
| Athlétisme  | Brigita Bukovec   | 1996  | Andraž Vehovar  | Canoë-kayak            |
| Athlétisme  | Brigita Bukovec   | 1997  | Primož Peterka  | Saut à ski             |
| Athlétisme  | Brigita Bukovec   | 1998  | Primož Peterka  | Saut à ski             |
| Natation    | Metka Sparavec    | 1999  | Gregor Cankar   | Athlétisme             |
| Ski alpin   | Špela Pretnar     | 2000  | Rajmond Debevec | Tir sportif            |
| Athlétisme  | Alenka Bikar      | 2001  | Andrej Hauptman | Cyclisme sur route     |
| Athlétisme  | Jolanda Čeplak    | 2002  | Aljaž Pegan     | Gymnastique artistique |
| Athlétisme  | Jolanda Čeplak    | 2003  | Dejan Košir     | Snowboard              |
| Athlétisme  | Jolanda Čeplak    | 2004  | Vasilij Žbogar  | Voile                  |
| Ski alpin   | Tina Maze         | 2005  | Mitja Petkovšek | Gymnastique artistique |
| Ski de fond | Petra Majdič      | 2006  | Matic Osovnikar | Athlétisme             |
| Ski de fond | Petra Majdič      | 2007  | Primož Kozmus   | Athlétisme             |
| Natation    | Sara Isakovič     | 2008  | Primož Kozmus   | Athlétisme             |
| Ski de fond | Petra Majdič      | 2009  | Primož Kozmus   | Athlétisme             |
| Ski alpin   | Tina Maze         | 2010  | Dejan Zavec     | Boxe anglaise          |
| Ski alpin   | Tina Maze         | 2011  | Peter Kauzer    | Kayak                  |
| Judo        | Urška Žolnir      | 2012  | Anže Kopitar    | Hockey sur glace       |
| Ski alpin   | Tina Maze         | 2013  | Peter Prevc     | Saut à ski             |
| Ski alpin   | Tina Maze         | 2014  | Peter Prevc     | Saut à ski             |
| Ski alpin   | Tina Maze         | 2015  | Peter Prevc     | Saut à ski             |
| Judo        | Tina Trstenjak    | 2016  | Peter Prevc     | Saut à ski             |
| Ski alpin   | Ilka Štuhec       | 2017  | Goran Dragić    | Basketball             |
| Escalade    | Janja Garnbret    | 2018  | Luka Dončić     | Basketball             |
| Escalade    | Janja Garnbret    | 2019  | Primož Roglič   | Cyclisme               |
| Ski de fond | Anamarija Lampič  | 2020  | Primož Roglič   | Cyclisme               |
| Escalade    | Janja Garnbret    | 2021  | Tadej Pogačar   | Cyclisme               |
| Saut à ski  | Urša Bogataj      | 2022  | Kristjan Čeh    | Lancer du disque       |
| Escalade    | Janja Garnbret    | 2023  | Tadej Pogačar   | Cyclisme               |

## Sources
- Slovenian sports reporters association
- Rtvslo.si (Slovenian)